# 亨利·比瓦
亨利·比瓦（Henri Biva，1848年1月23日至1929年2月2日）是一位法國藝術家，以風景畫和靜物畫聞名。 他主要聚焦在巴黎西郊，在戶外以外光主義傳統作畫； 他的風格介於後印象派和現實主義之間，有著强烈的自然主義成分。比瓦的畫作以複雜的筆觸和沐浴在溫暖自然光的純淨色調為特點（比瓦非常注重光線效果）。他是法國藝術家協會的成員，也是榮譽勳章騎士。

## 早期生活
亨利·比瓦在1848年1月23日於蒙馬特巴黎老街18號出生（1867年後被命名為拉維尼昂街）自小在藝術環境中長大，無論是家庭還是居住的社區。他的弟弟保羅·比瓦（Paul Biva ，1851-1900）及兒子吕西安·比瓦（1878-1965）也是畫家。

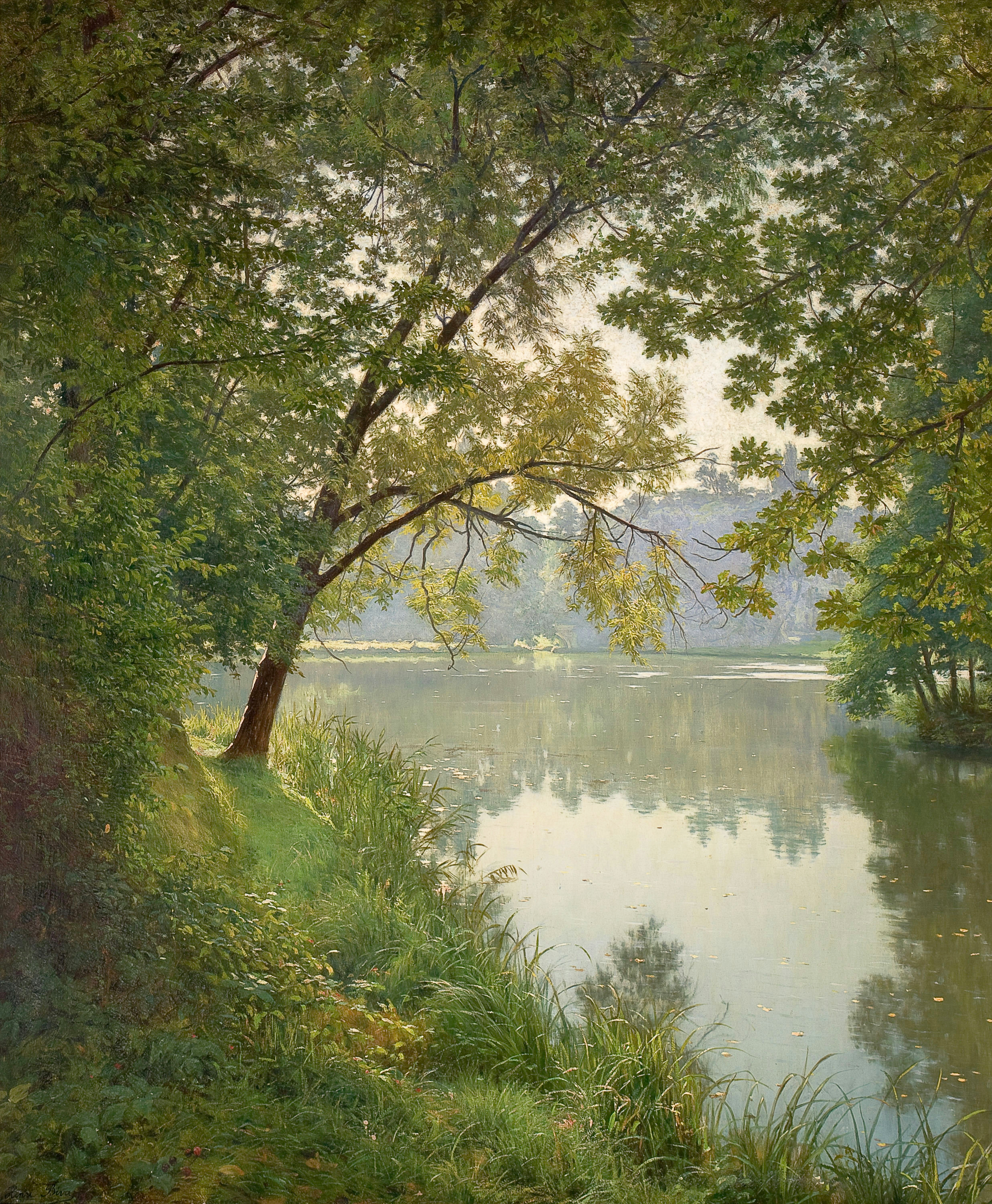
亨利·比瓦，约1905-06年，維倫紐夫之晨 （Matin à Villeneuve），帆布油畫，153.7 x 127 公分，畫於維倫紐夫-伊萊唐（Villeneuve-l'Étang），馬爾納拉科屈埃特（塞納-瓦茲），法國，私人收藏

1873年，比瓦就讀於巴黎的法國美術學院 ，這是一間培養了許多歐洲著名藝術家的學校。他的老師受人敬重，包括現實主義畫家Léon Tanzi（1846-1913 年）和徘徊於印象派到後印象派的風景畫家Alexandre Nozal （1852-1929 年），比瓦作品中可見這兩位導師的痕跡。此外還在朱利安學院受過威廉·阿道夫·布格羅 、讓-約瑟夫·本傑明-康斯坦特和朱爾斯·約瑟夫·萊菲博瑞的教學，  最終推動亨利·比瓦成為職業藝術家。這些影響共同解釋了比瓦精巧控制的藝術風格。朱利安學院對繪畫有著非常嚴格的理念，然而在其歷史上，從1868年起，許多在此就學的藝術家發起了新的藝術運動，或者在某種程度上參與了這些運動，比瓦就是如此。
此後不久，亨利·比瓦在1870年代後半期開始在巴黎沙龍展覽作品，同時享受足以維持生計的商業成就。 

## 繪畫生涯

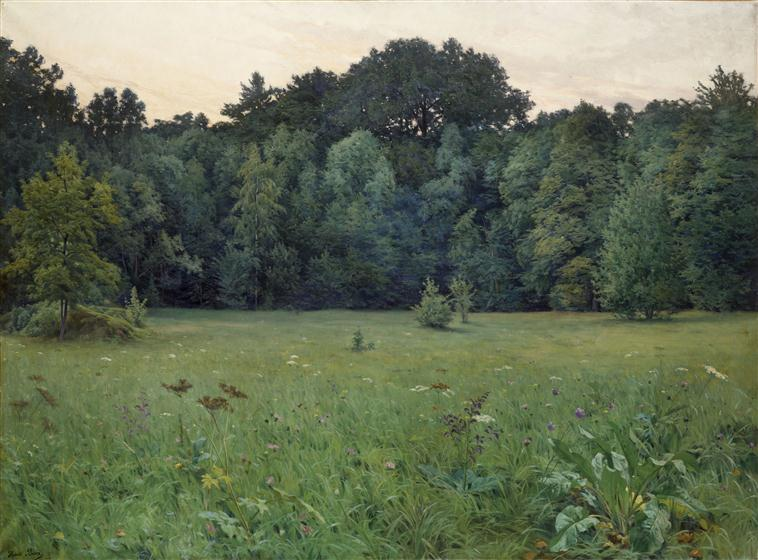
亨利·比瓦，1901，《日落之後》（Après le coucher du soleil），帆布油畫，142.5 x 193公分, Musée Baron-Gérard (MAHB)

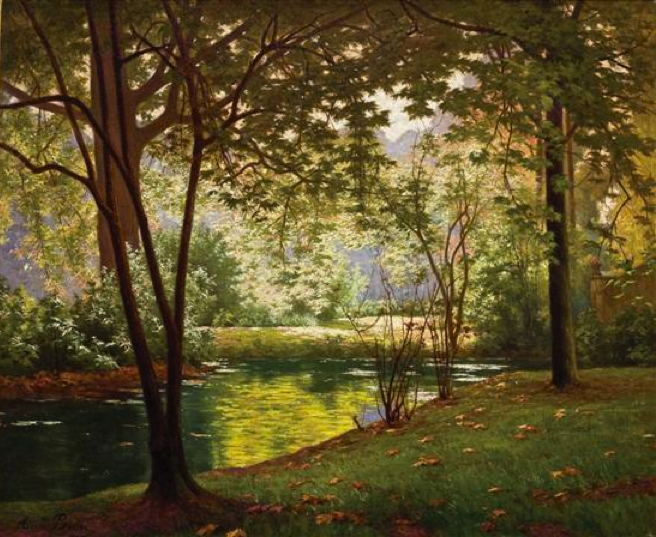
亨利·比瓦，《陽光明媚的河畔》（Bord de rivière ensoleillé），帆布油畫，53.3 x 59.7公分

珍妮特·惠特莫爾 (Janet Whitmore) 曾評述比瓦的作品，可能適用於其多幅畫作：
「就像朱利斯·巴斯蒂昂·勒帕熱（Jules Bastien-Lepage ）或羅莎·博納爾等自然主義畫家一樣，比瓦的作品有種強烈的觸感，專注於溪流旁小型植物的形狀、顏色和形式，或專注於樹幹光滑的灰色表面。

在19世紀的市場上，這種類型的風景畫同樣重要，它提供了對特定地點的親密一瞥，提醒人們在法國鄉村或者可能是在巴黎周圍的巨大森林保護區所度過的日子。與同時代的畫家如畢沙羅或莫奈不同，比瓦的風景畫顯示了一個工業化之前的時代，當時沒有鐵路或工廠擾亂農村的景色。相反，除了偶爾在河邊打瞌睡的漁夫，這些圖像完全沒有顯示出人類活動的跡象。」

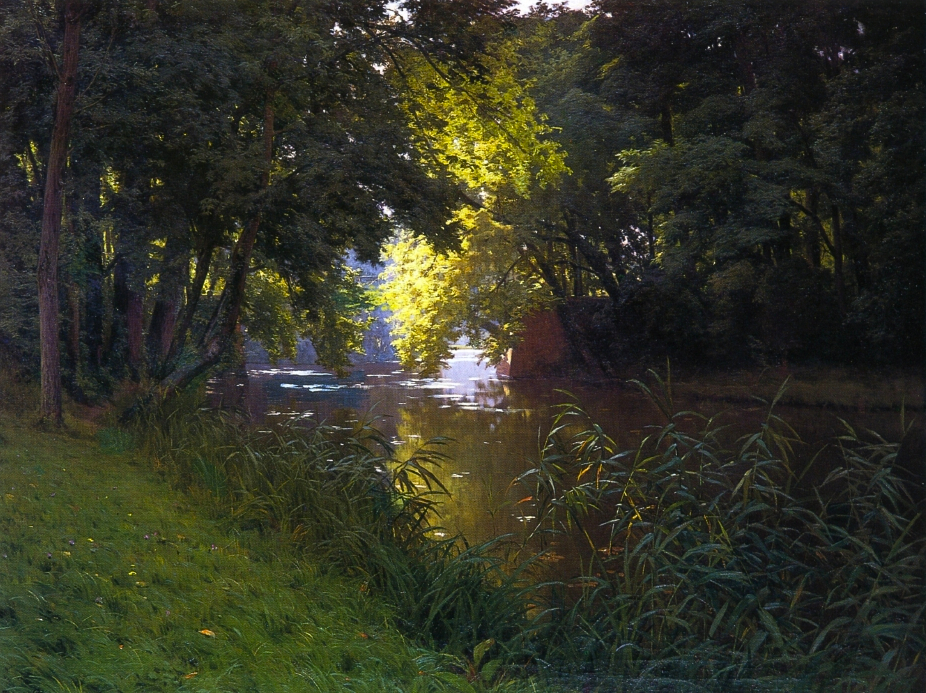
亨利·比瓦，《河邊》（By the river），帆布油畫，122 x 162公分

### 画廊

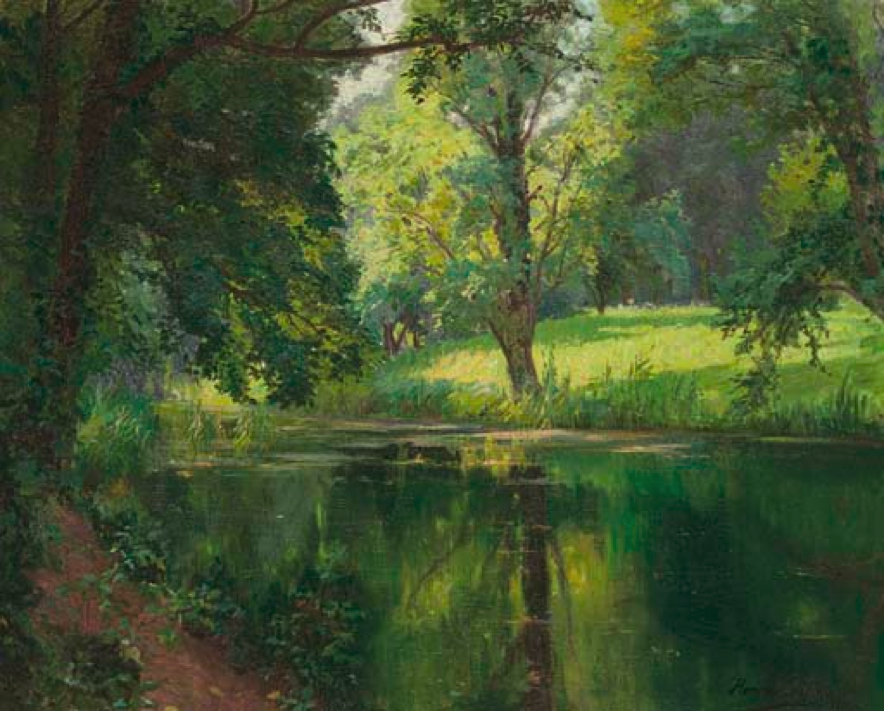
亨利·比瓦，《一條安靜的河流》（A quiet stretch of the river），右下署名，油畫，50×61公分
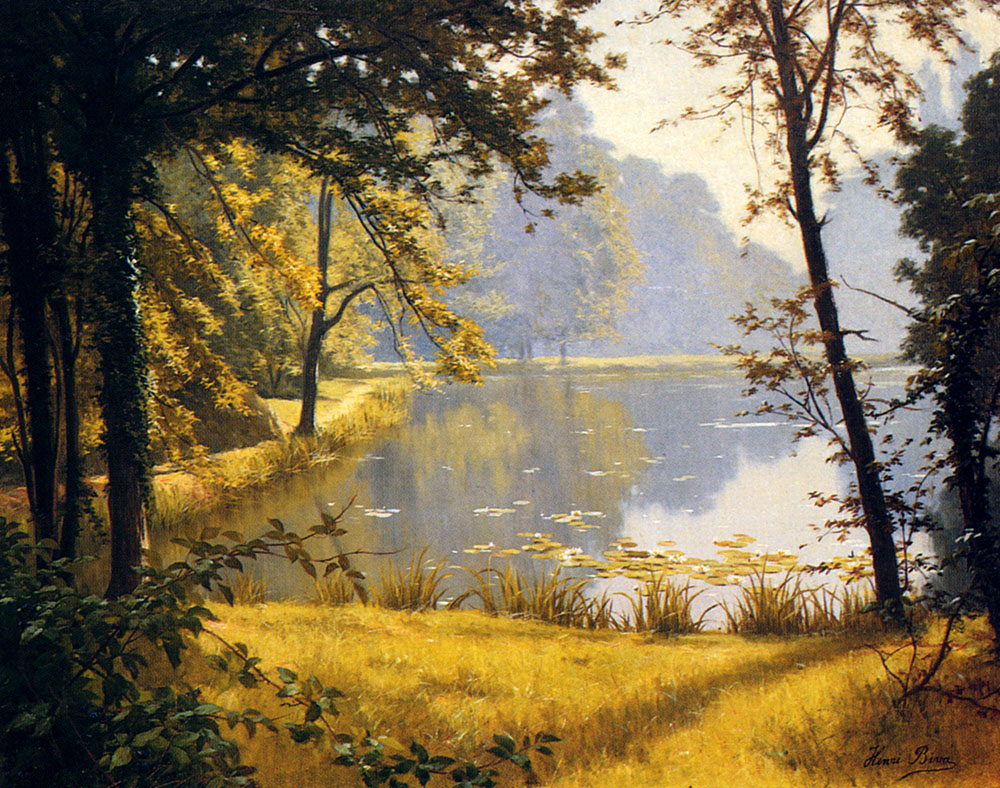
亨利·比瓦，《百合花池塘》（A Lily Pond），油畫，91.4 x 73.7公分（36 x 29英寸），私人收藏
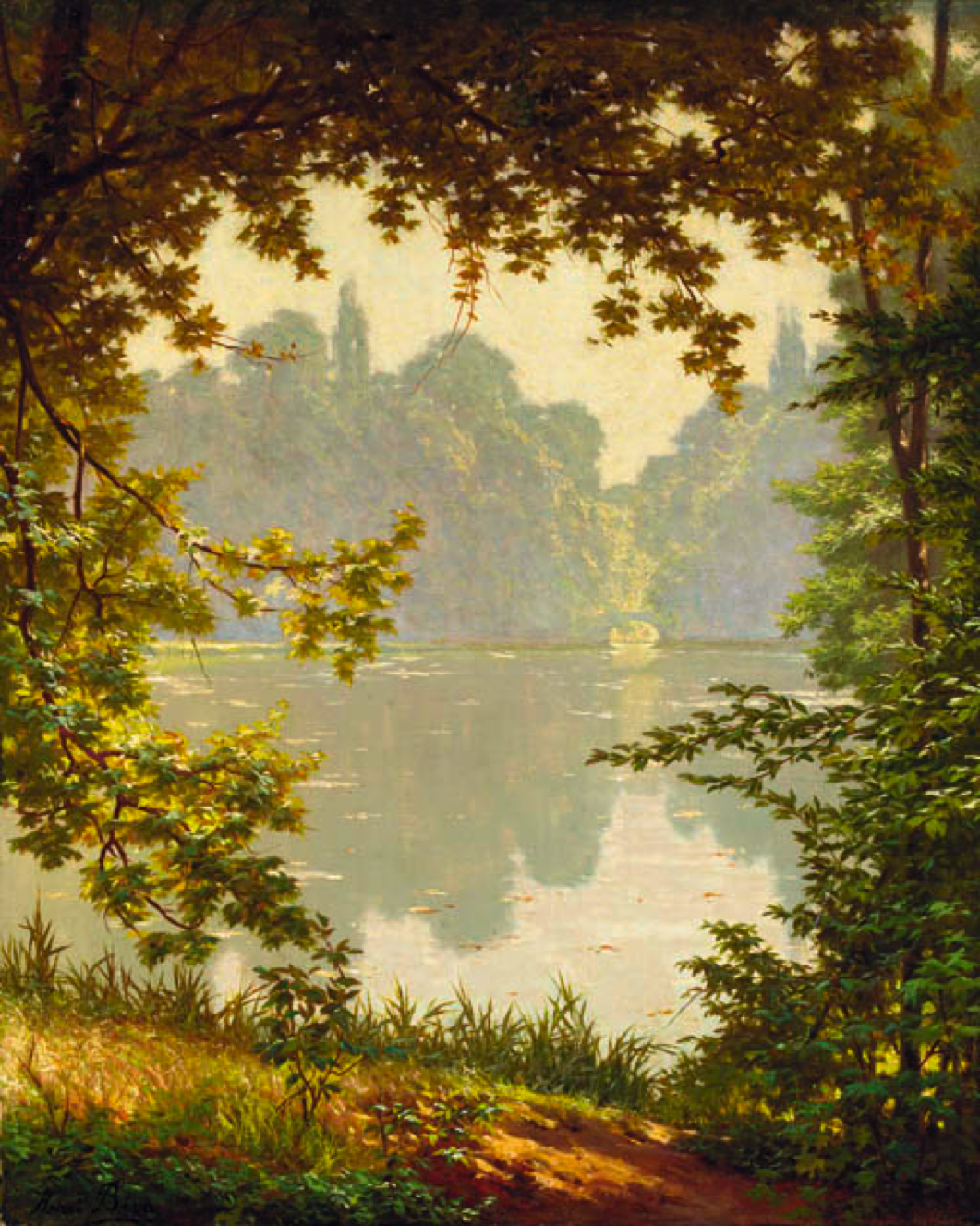
亨利·比瓦，《在夏日眺望湖面》，油畫，73 x 60.3公分
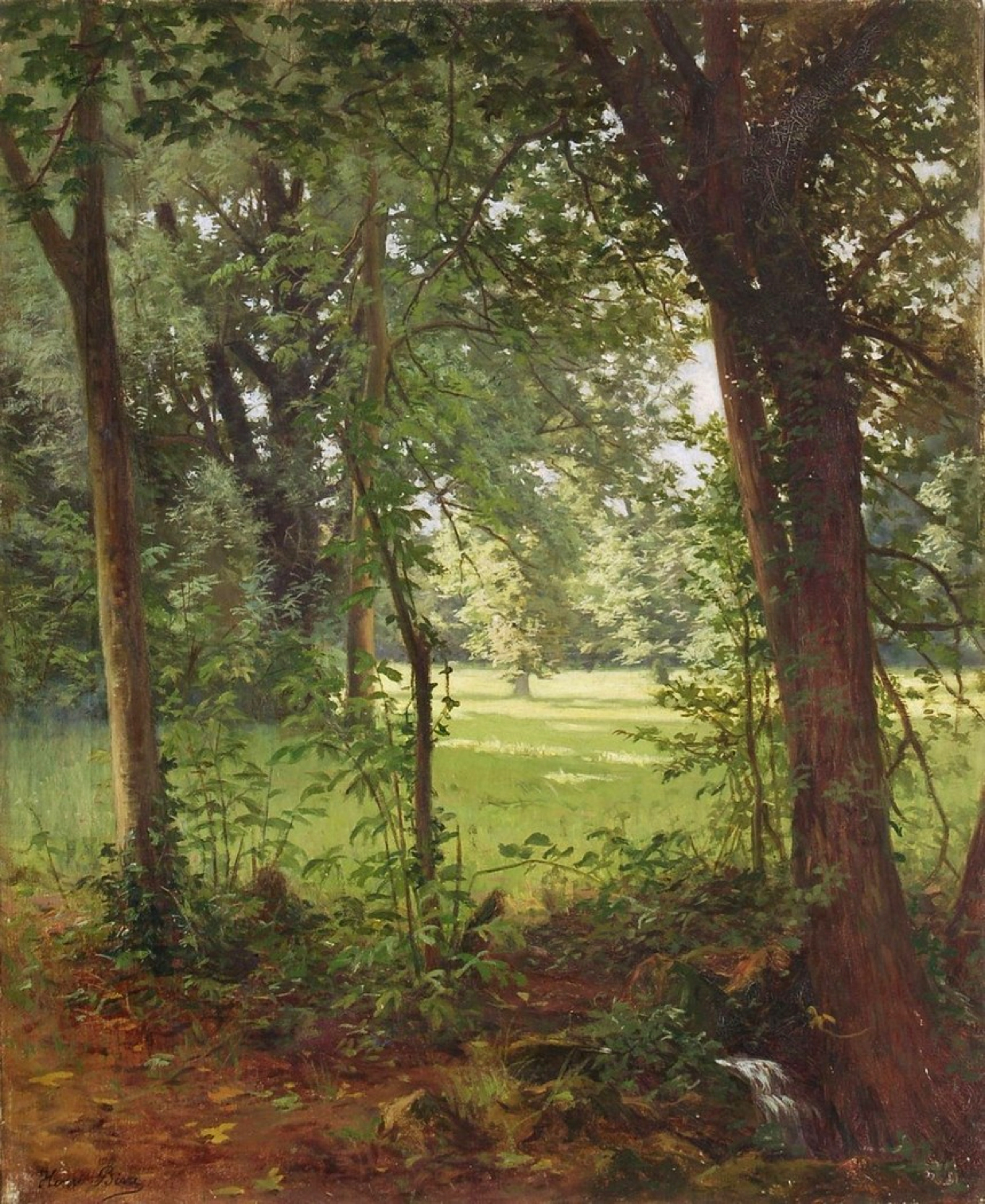
亨利 · 比瓦，《春天的森林》，帆布油畫，73 x 60厘米
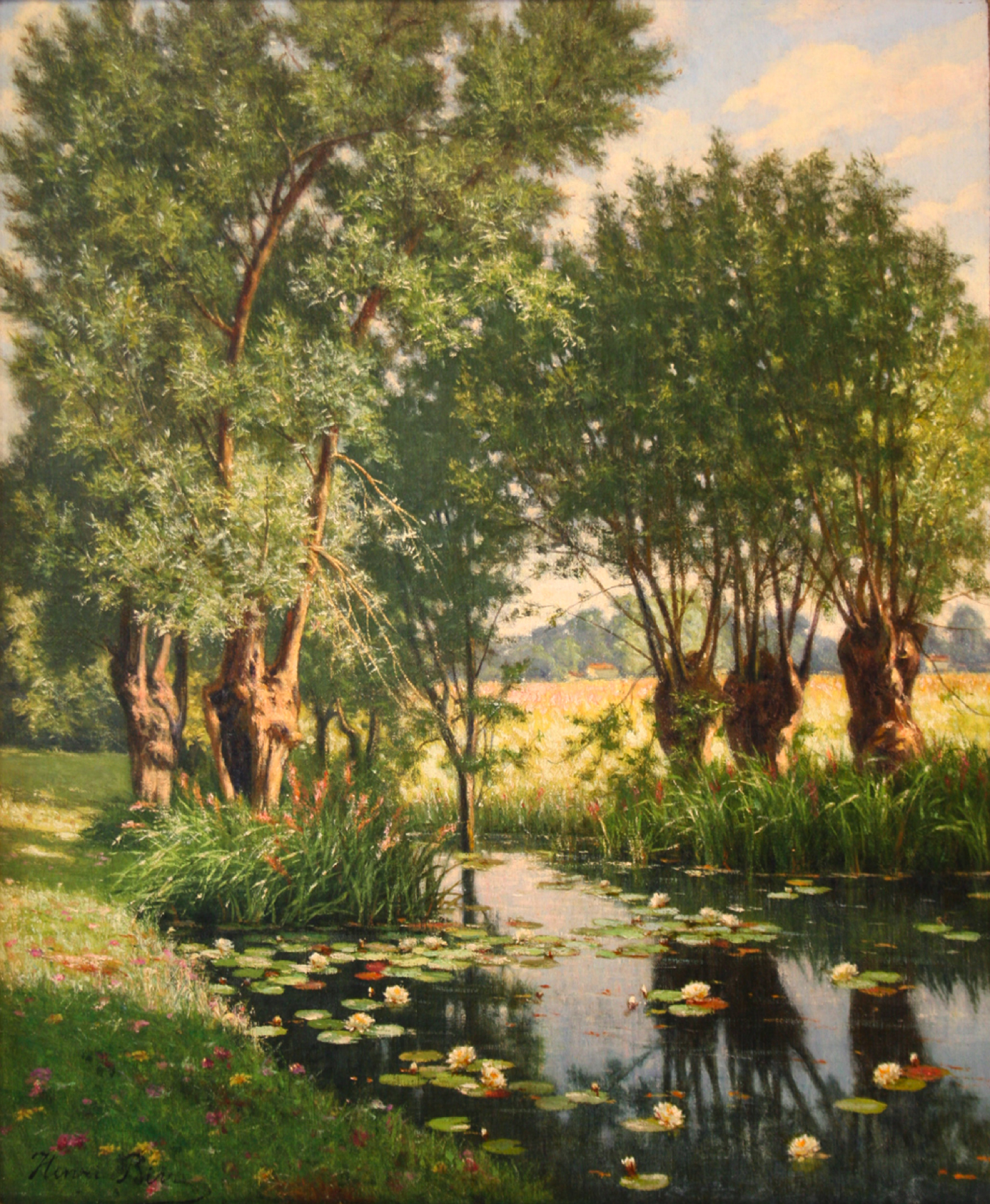
亨利·比瓦，《春天的河景，法國（河岸邊的柳樹睡蓮）》，帆布油畫，約60 x 49公分
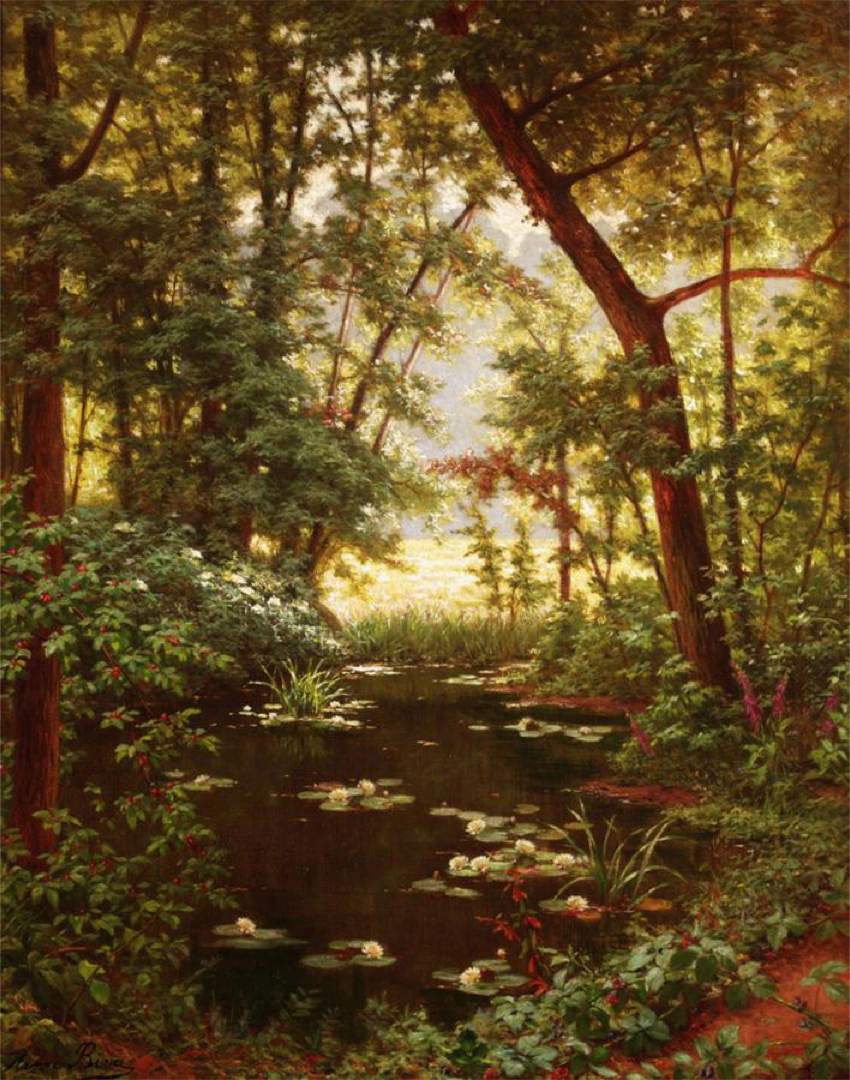
亨利·比瓦，《睡蓮》（Les Nénuphar），帆布油畫，82 x 65公分
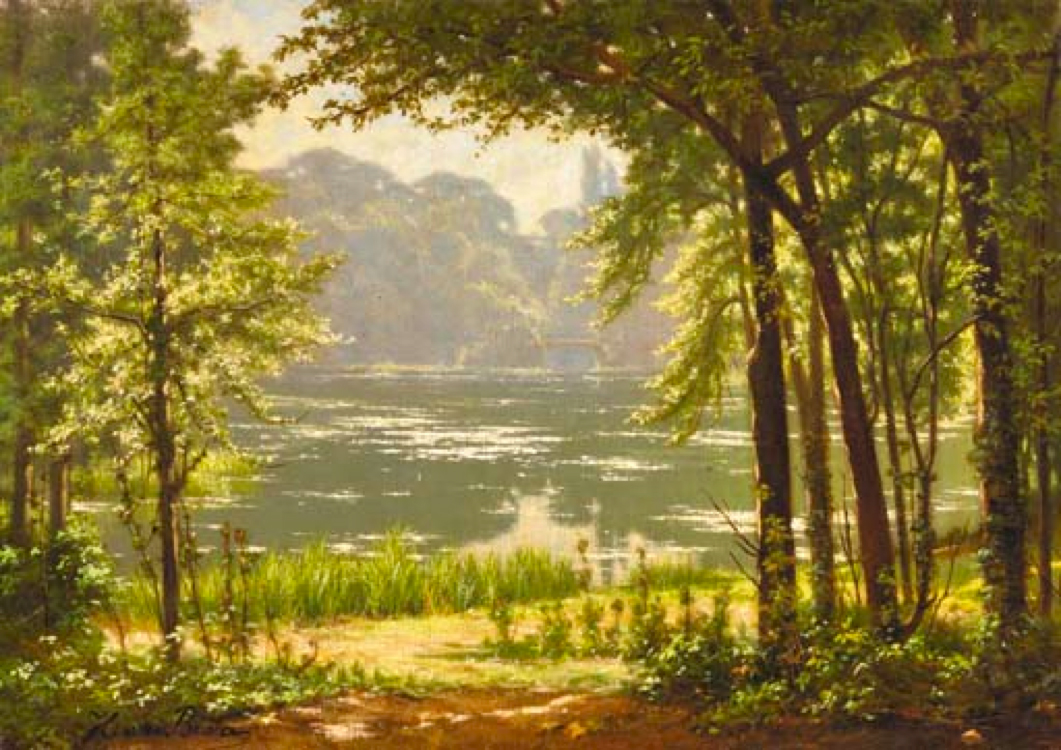
亨利·比瓦，《陽光普照的河景》，帆布油畫，46 x 65.1公分
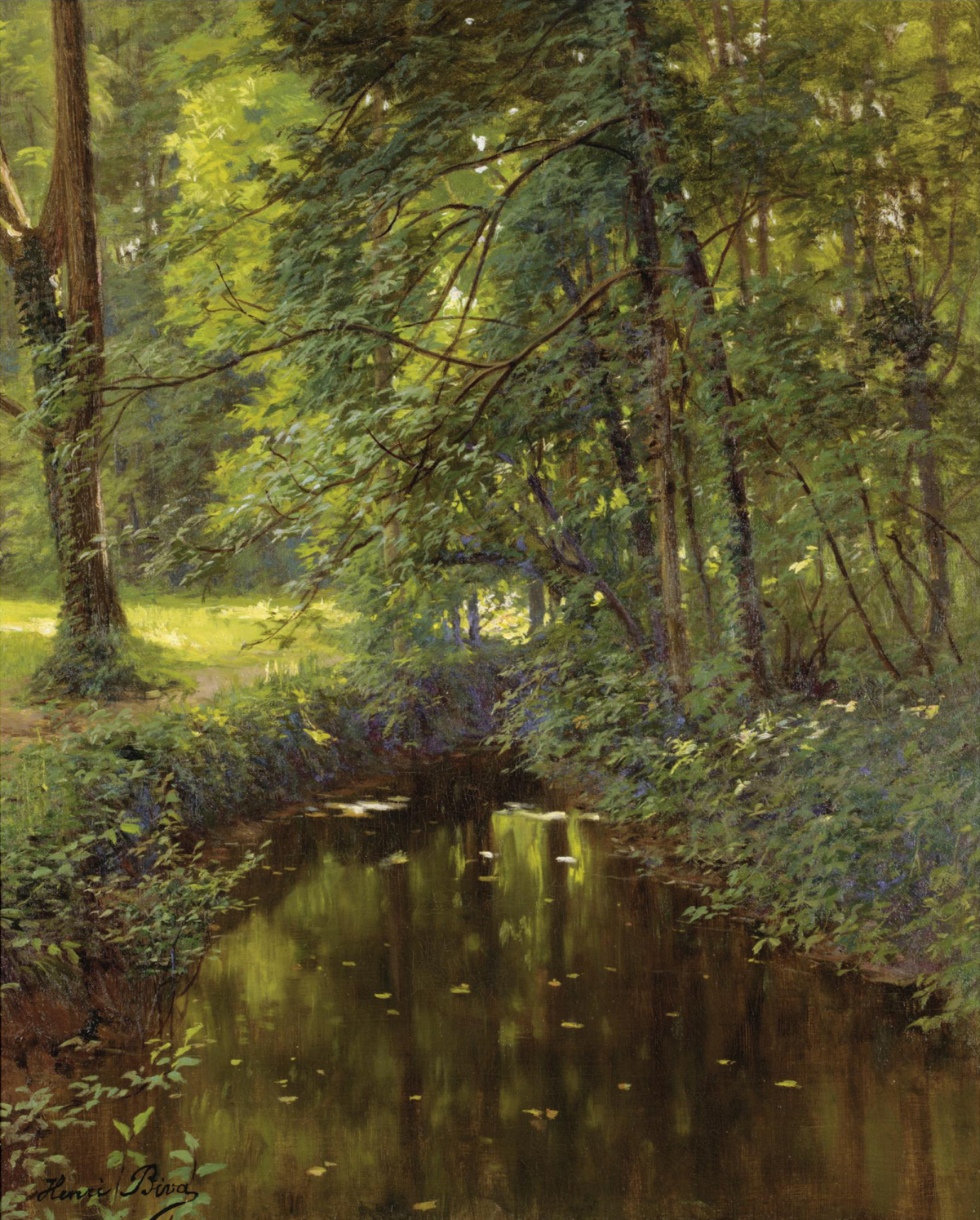
亨利·比瓦，《 河流》 （La Rivère），帆布油畫，61.5 x 50.5公分
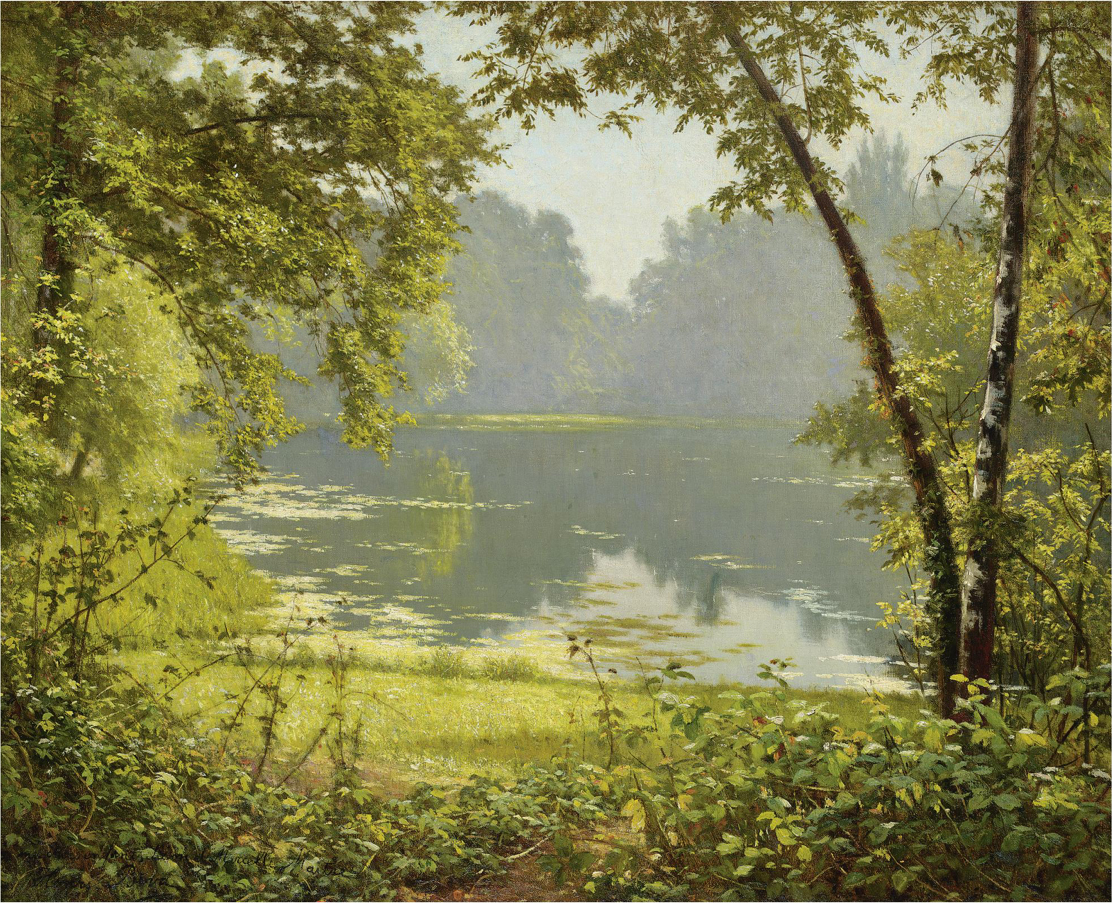
亨利·比瓦，《寧靜》，帆布油畫，61 x 74厘米，簽名並奉獻給孩子Lison和Marcelle Maitre
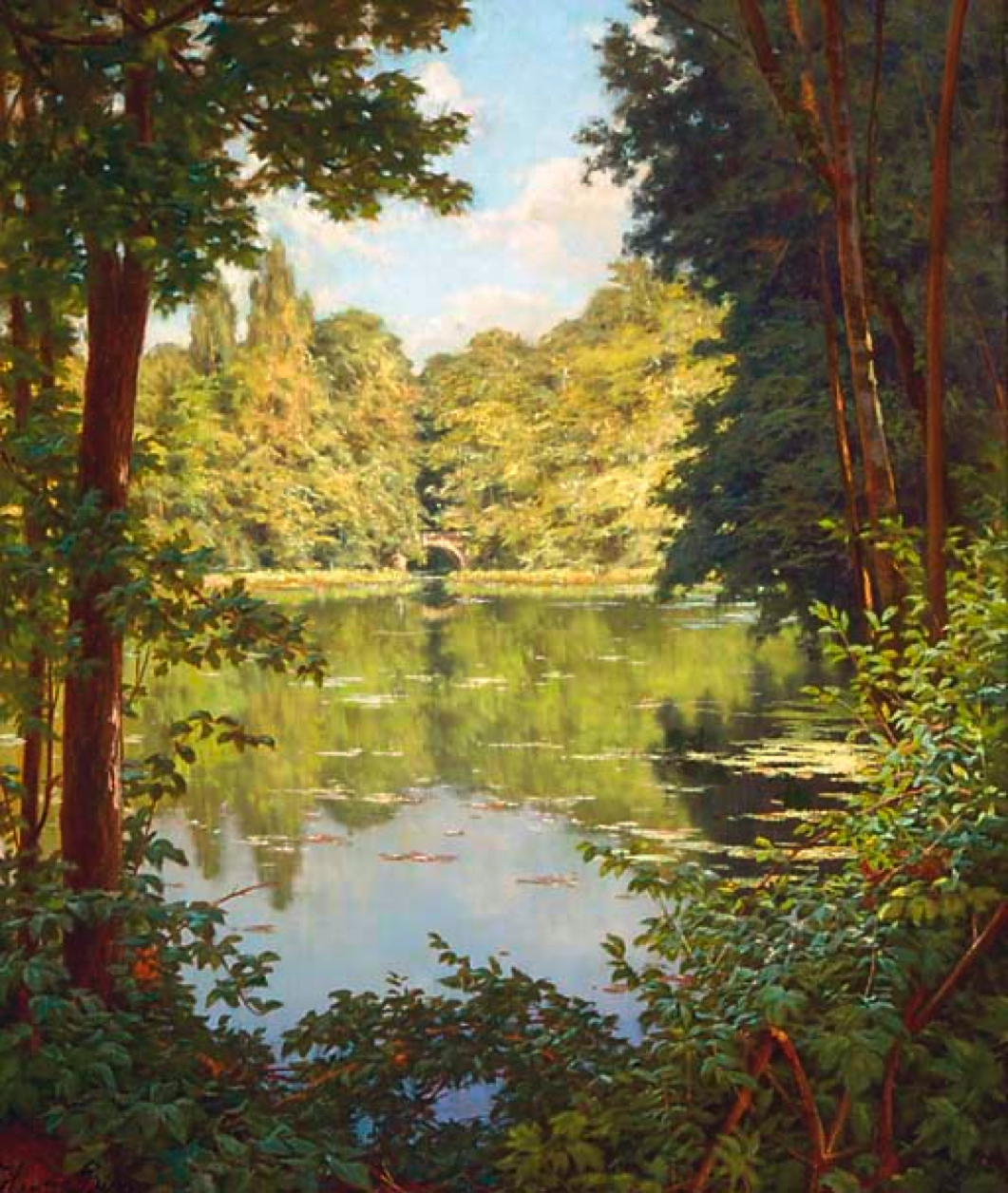
亨利·比瓦，《陽光普照的河景》，帆布油畫，64.8 x 54公分
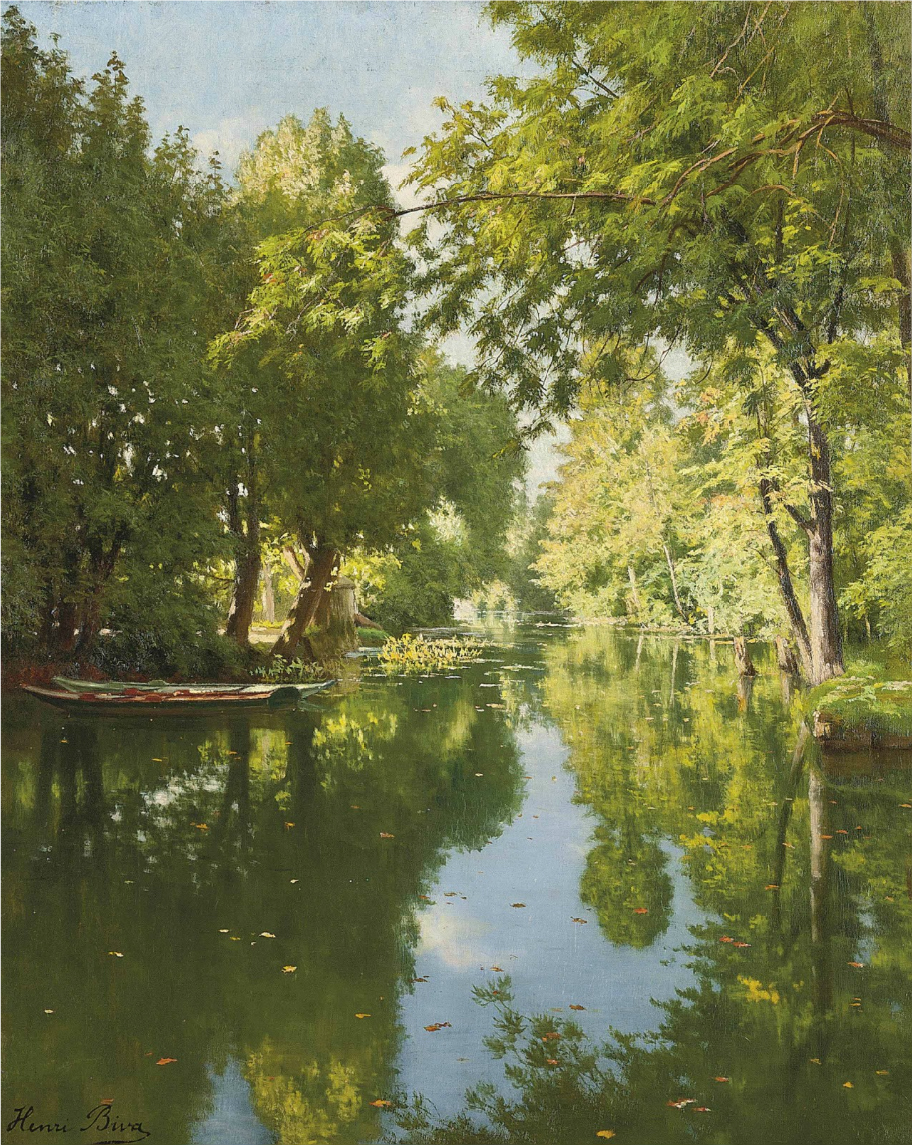
亨利·比瓦，《停泊在靜水上的平底船》，帆布油畫，61 x 50公分
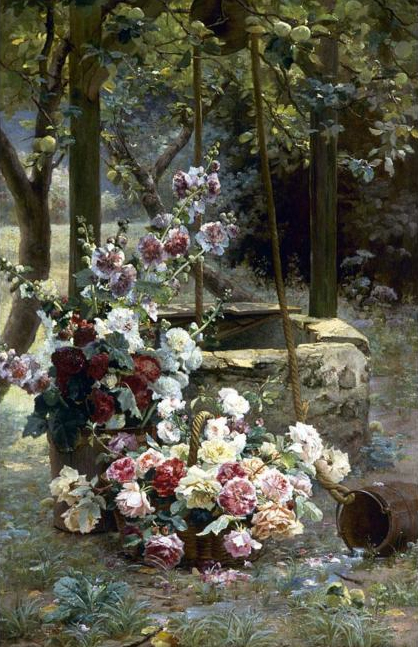
亨利·比瓦，《井邊的花》（Fleurs près d'un puits），帆布油畫，181 x 118.1公分
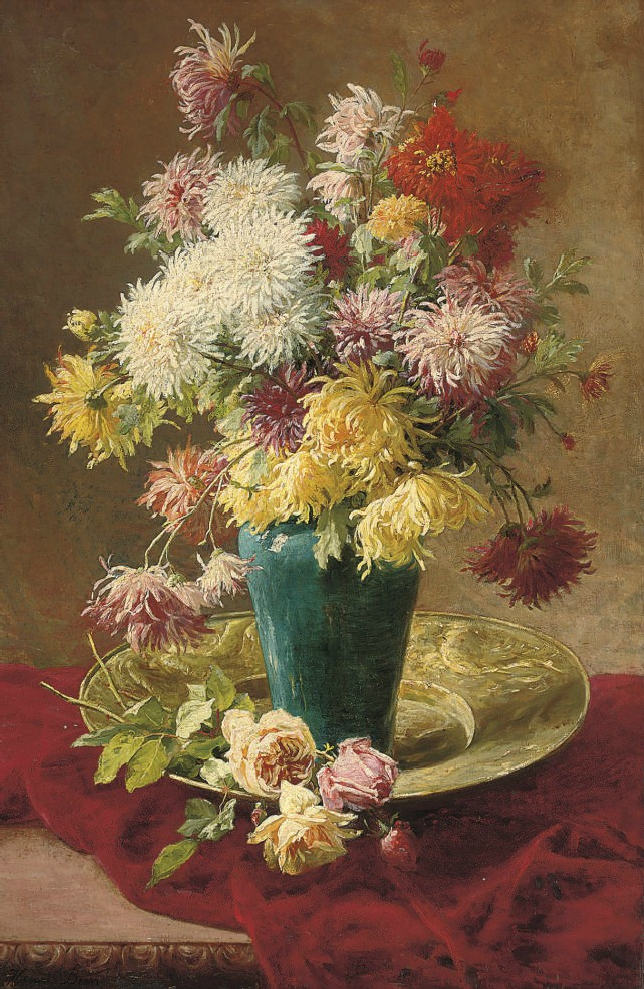
亨利·比瓦，《托盤花瓶中的菊花和玫瑰》，帆布油畫，122 x 77. 8公分
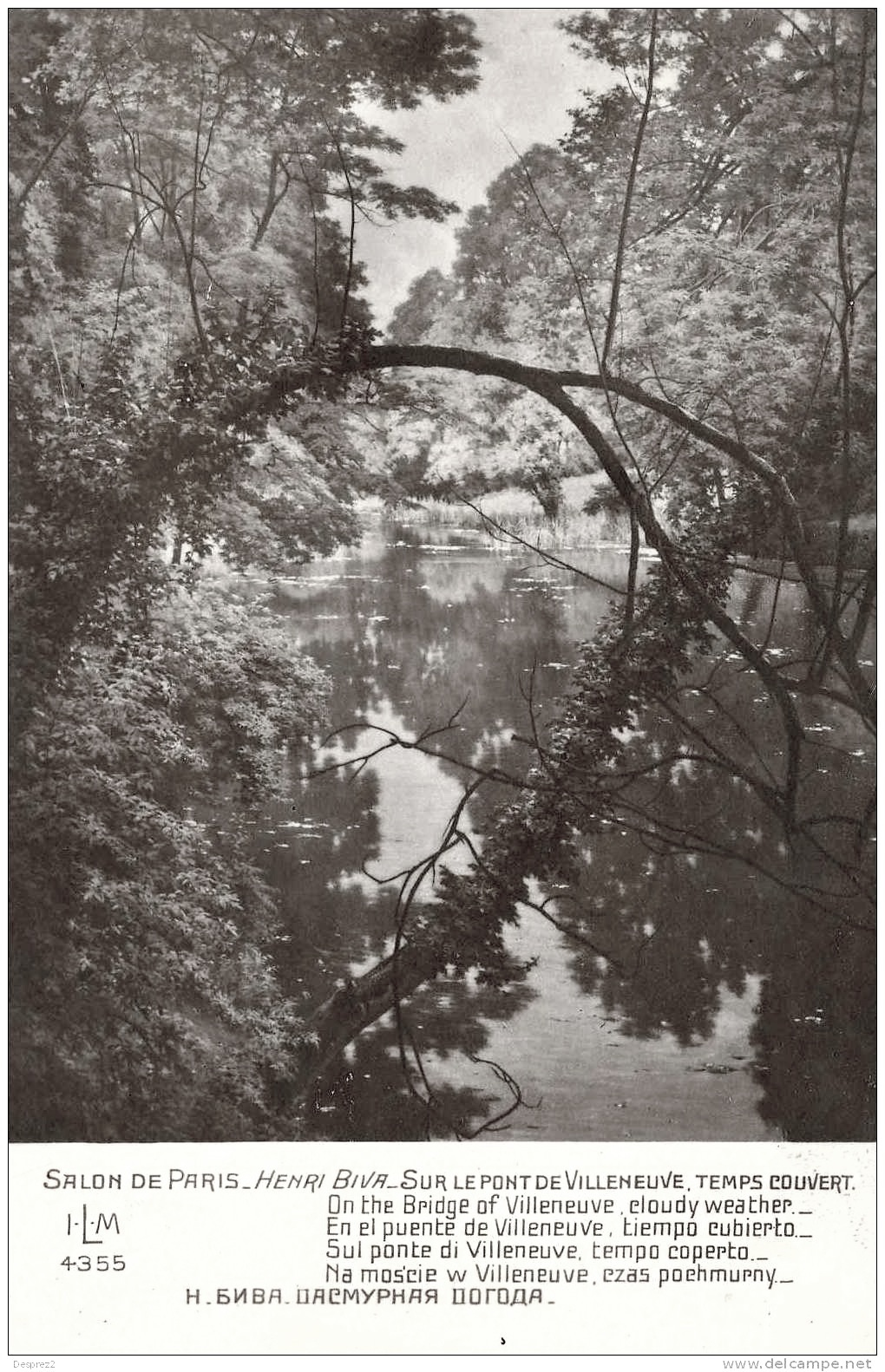
亨利·比瓦，《維倫紐夫橋上，陰天》 （Sur le Pont de Villeneuve, Temps couvert），1914年前。 巴黎沙龍的明信片，1914年。 地點：馬爾納拉科屈埃特（法國塞納和烏瓦茲）
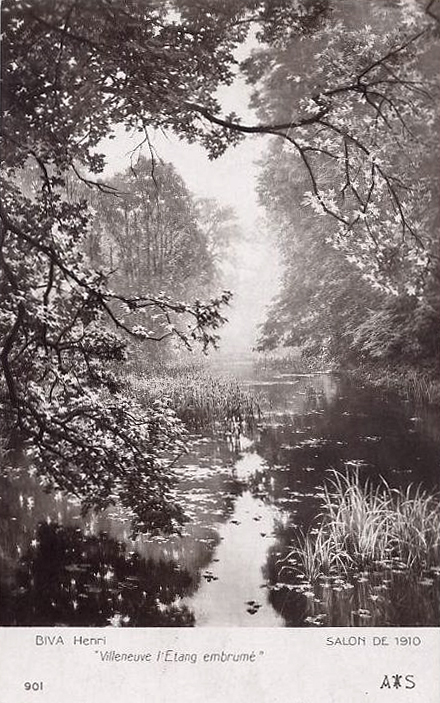
亨利·比瓦，《維倫紐夫-伊萊唐的早晨霧氣繚繞》（Le Matin embrumé à Villeneuve-l'Etang）《巴黎沙龍明信片》，1910年。

## 博物館和機構
- Musée municipal, Loire-Atlantique; Saint-Nazaire (L'après-midi à Villeneuve-l'Etang ) dat de l'acte 1907 （页面存档备份，存于）
- Base Arcade, Archives National （页面存档备份，存于）
- Culture.fr, Henri Biva
- Musée, Loire; Roanne (Nature Morte) （页面存档备份，存于）
- Musée, Calvados; Bayeux (Après le coucher du soleil) （页面存档备份，存于）
- Paris, agence photo RMN, fonds Druet-Vizzavona, Paris (Les brumes et rosées du matin; Villeneuve-l'étang, exposé au Salon des Artistes Français de 1907) Archive.today的存檔，存档日期2013-01-07
- Musée du Luxembourg, Paris, Les brumes, Villeneuve-l'Etang, 1909 （页面存档备份，存于）

## 外部連結
- Villeneuve-l"Etang, postcards
- Réunion des musées nationaux, Grand Palais, Agence Photographique （页面存档备份，存于）
- Sotheby's, New York, 24 October, 2006, lot 249, Henri Biva, A woodland pond, oil on canvas （页面存档备份，存于）
- Sotheby's, New York, 28 January, 2006, lot 165, Henri Biva, By the river, oil on canvas （页面存档备份，存于）